# Алан Гарсия
Алан Габриел Лудвиг Гарсия Перес (на испански: Alan Gabriel Ludwig García Pérez) е перуански политик от Американския народен революционен алианс (АПРА).
Той е президент на Перу от 1985 до 1990 и отново от 2006 до 2011 г. и единственият представител на АПРА, заемал този пост. Първият му мандат се свързва с тежка икономическа криза, обществени безредици и политическо насилие.

## Биография

### Ранни години
Алан Гарсия е роден през 1949 в Лима в семейство от средната класа, свързано с Американския народен революционен алианс (АПРА). Баща му е секретар на партията и след нейната забрана прекарва известно време в затвора. Алан Гарсия учи в Националния колеж „Хосе Мария Егурен“, след това в Католическия университет, а през 1971 завършва право в Националния университет „Сан Маркос“. През следващите години живее в Европа, където защитава докторат по политология в Мадрид (1973) и по социология в Париж. Завръща се в Перу през 1978, когато правителството на Франсиско Моралес Бермудес започва постепенна демократизация на страната, и се включва активно във възстановената АПРА.

### Първи президентски мандат (1985 – 1990)
Алан Гарсия е кандидатът на АПРА на президентските избори през 1985 и на пъвия тур на 14 април получава 45% от гласовете. Вторият по ред кандидат, Алфонсо Барантес Линган от партията Обединена левица, се отказва от участие в балотажа и Гарсия е обявен за президент на 1 юни и встъпва в длъжност на 28 юли. За първи път в 60-годишната си история АПРА идва на власт. На 36 години Алан Гарсия става най-младият президент в региона и е наричан „латиноамериканския Джон Кенеди“.
Стопанската политика на Алан Гарсия довежда страната до тежка финансова криза. Той прави опити да национализира банковия и застрахователния сектор и предизвиква недоволството на кредиторите, като ограничава едностранно плащанията по външния дълг до 10% от брутния национален продукт. За петгодишния мандат на Гарсия натрупаната инфлация е 2 200 000%, като в определени периоди хиперинфлацията достига до 7649% на годишна база. За същия период брутният вътрешен продукт намалява с 20%.
Икономическата криза изостря обществените напрежения в страната и активизира дейността на бунтовническото движение „Сияйна пътека“. Правителството се опитва да се справи със засилващия се тероризъм със силови мерки. Десетки бунтовници са избити от армията, както и повече от 200 затворници по време на затворнически бунтове през 1986. Според по-късно официално разследване, по време на мандата на Гарсия около 1600 души са отвлечени и изчезват безследно.

### Между двата мандата (1990 – 2006)
Президентските избори през 1990 са спечелени от популисткия лидер Алберто Фухимори. Според противници на Алан Гарсия, той подкрепя негласно Фухимори, тъй като основният му противник Марио Варгас Льоса обещава да разследва корупцията по време на завършващия мандат. След преврата, извършен от Фухимори през 1992, военните претърсват къщата на Перес и той заминава за Колумбия, а по-късно за Франция.
По време на управлението на Фухимори срещу Алан Гарсия са повдигнати обвинения в корупция, но през 2001 Върховният съд приема, че е изтекла давността за евентуални престъпления. Самият Гарсия отрича обвиненията, но не дава обяснения за доходите, с които е придобил значителна недвижима собственост в Богота и Париж.
След падането на Алберто Фухимори, Алан Гарсия се връща в Перу през 2001 и се кандидатира за президент. Той обявява, че се е поучил от грешките през предишния си мандат и че икономическата криза по това време се е дължала не на неговата политика, а на икономическите трудности на Аржентина и Бразилия. На първия тур на изборите той остава втори с голяма разлика след водещия кандидат Алехандро Толедо, но на втория тур успява да получи 48% от гласовете.
През следващите години Алан Гарсия се превръща в лидер на опозицията. Той се кандидатира отново за президент през 2006 и пак остава втори на първия тур след Оянта Умала от партията Съюз за Перу с 31% на 24%. По време на предизборната кампания Гарсия си разменя обидни реплики с венецуелския президент Уго Чавес, който открито подкрепя кандидатурата на Умала. На 4 юни Гарсия печели на втория тур с 53% от гласовете и на 28 юли за втори път встъпва в длъжност като президент на Перу. Принос за преизбирането му има и негативния имидж на неговия съперник, известен с връзките си с Уго Чавес и Фидел Кастро.

### Втори президентски мандат
Алан Гарсия започва втория си мандат с малцинство в Конгреса. Новият парламент полага клетва няколко дни преди президента и в него АПРА разполага с 36 от 120-те места, докато Съюза за Перу има 45.
В първата си реч като президент Гарсия заявява, че ще назначи финансов министър, който е нито „ортодоксален пазарен либерал“, нито „голям привърженик на държавната намеса в икономиката“. Министър-председател в новото правителство става Хорхе дел Кастийо, близък сподвижник на Гарсия и бивш генерален секретар на АПРА. За финансов министър е назначен Луис Каранса, който работи и за предишното правителство. Тази стъпка е посрещната с одобрение от някои критици на първия мандат на Гарсия, но синдикалният лидер Марио Уаман Ривера обвинява президента, че се е отказал от предизборното си обещание за промяна на икономическата политика.
Една от първите стъпки на Гарсия е да предложи въвеждането на смъртно наказание за изнасилване на малолетни. Макар че въпросът не се придвижва практически, през ноември той предлага смъртното наказание да се прилага и за тероризъм. Това предложение е отхвърлено от Конгреса на 11 януари 2007, тъй като противоречи на Американската конвенция за правата на човека.